# Utsalady (Washington)
Utsalady es un área no incorporada ubicada en el condado de Island en el estado estadounidense de Washington.

## Geografía
Utsalady se encuentra ubicado en las coordenadas 48°15′6″N 122°28′38″O / 48.25167, -122.47722.